# Свильча (гмина)
Свильча (пол. Świlcza) — сельская гмина (волость) в Польше, входит как административная единица в Жешувский повет, Подкарпатское воеводство. Население — 18 652 человека (на 2004 год).

## Демография
| Всего   | 18 652 | 100  | 145,2 |
| Женщины | 9449   | 50,7 | 73,6  |
| Мужчины | 9203   | 49,3 | 71,7  |

## Сельские округа
1. Братковице
2. Бзанка
3. Домброва
4. Мровля
5. Пшибышувка
6. Рудна-Велька
7. Свильча
8. Тшчана
9. Воличка
10. Блендова-Зглобеньска

## Соседние гмины
1. Гмина Богухвала
2. Гмина Глогув-Малопольски
3. Гмина Ивежице
4. Гмина Кольбушова
5. Жешув
6. Гмина Сендзишув-Малопольски